# Ozarba terminipuncta
Ozarba terminipuncta is een vlinder van de familie van de uilen (Noctuidae). De wetenschappelijke naam van deze soort is voor het eerst voorgesteld als Metachrostis terminipuncta door George Francis Hampson in een publicatie uit 1899.
De soort komt voor in Jemen.